# Caluma
Caluma, también conocida como San Antonio de Caluma, es una ciudad ecuatoriana, cabecera cantonal del Cantón Caluma, perteneciente a la Provincia de Bolívar. Se localiza al occidente de la provincia, en los flancos externos de la cordillera occidental de los Andes, atravesada por el río Caluma, a una altitud de 330 m s. n. m. y con un clima lluvioso tropical de 22 °C en promedio. En el censo de 2022 tenía una población de 7884 habitantes, lo que la convierte en la centésima décima tercera ciudad más poblada del país. 

## Toponimia
Existen diferentes versiones del origen y del nombre de este terruño, muchas de ellas inciertas, algunas hasta fantasiosas. Otros, inclusive pretenden sustentar teorías antojadizas, logrando solamente confundir y hasta distorsionar, porque una historia que se precie de serla, debe estar sustentada en investigación documentada. Lo que hasta ahora está claro, es que la acepción Caluma, en el diccionario dice textualmente: "Cada una de las gargantas o estructuras de la cordillera de los Andes". "Puesto o lugar de indios"', por lo tanto, aquello del indio jefe de una tribu que se llamaba Calumus o la de un árbol de la zona, seguirá siendo únicamente especulación.

## Historia

### Orígenes y época colonial
San José de Chimbo obtuvo gran notoriedad desde su fundación por parte de Sebastián de Benalcázar en la época de la colonia. Mucho antes de que fuera elevada a la categoría de cantón en 1860 (en la que aparece San Antonio como parte de su jurisdicción), las personas que vivían en esa comarca o los valientes aventureros que se atrevían a bajar hacia zonas más cálidas pero más inhóspitas, se fueron asentando y caluma viejo

### Época Republicana
Si bien es cierto que Caluma como tal es reconocida como parroquia recién en 1984, año en que se cambia la denominación de San Antonio por la de Caluma, no podemos dejar de mencionar nuestros ancestros, basándonos en los estudios de connotados bolivarenses como Gabriel Ignacio Secaira, Augusto César Saltos y Abraham Erazo.
El 23 de agosto de 1990, mediante Decreto Ejecutivo n.º 123 se crea el cantón Caluma, llegando en ese entonces a constituirse como el sexto cantón de la provincia de Bolívar.

## Geografía
Ubicada al occidente de la provincia Bolívar al terminar las estribaciones de la Cordillera de los Andes, en la hoya del Río Chimbo, a una altitud de 350 m s. n. m., con una temperatura promedio de 22 °C, lo cual hace que su clima sea tropical.

### Relieve
Caluma está rodeada de elevaciones montañosas como el cerro San Pablo, la reserva ecológica de Samama considerada también atractivo turístico ecológico, La Pólvora, Pucará, Tres Cruces, Naranja Pata, entre otros.

### Hidrografía
El principal río es el San Antonio que toma diferentes nombres según las poblaciones por donde atraviesa, este río lo forman el río Tablas y Charquiyacu que se unen al río Pacaná, al pasar por la población de Caluma toma el nombre de la población y posteriormente el de Pita.

## Organización político-administrativa
La ciudad y el cantón Caluma, al igual que las demás localidades ecuatorianas, se rige por un gobierno municipal según lo estipulado en la Constitución Política Nacional. La Alcaldía de Caluma es una entidad de gobierno seccional que administra el cantón de forma autónoma al gobierno central. El gobierno municipal está organizado por la separación de poderes de carácter ejecutivo representado por el alcalde, y otro de carácter legislativo conformado por los miembros del concejo cantonal. El alcalde es la máxima autoridad administrativa y política del cantón Caluma. Es la cabeza del cabildo y representante del municipio.

## Economía
La principal actividad económica es el comercio de productos agrícolas como cacao, café, arroz, maíz y especialmente la naranja que generan un movimiento de los pobladores que adquieren los productos para llevarlos a los distintos mercados del país.

## Turismo
- Cascada La Chorrera: es un salto de agua de unos 90 metros de altura con una temperatura media anual del ambiente de 22 °C, al fondo de la caída existe un pequeño bado en el cual se puede refrescar, bañar y recibir masajes de agua dada la caída por variantes resultante refrescante, relajante y tonificante para el organismo.
- Cascada de Plomovado: también denominada “Velo de Novia” de aguas andinas. Para llegar a la cascada se sigue aguas arriba por las riberas del río Charquiyacu que nace en Los Andes, se puede cruzar puentes colgantes, observar la naturaleza, visitas a fincas frutales donde se puede descansar a la sombra de árboles y casas de campo, le permite practicar pesca deportiva, deslizamiento por el río con neumáticos (tipo rafting), observar y bañarse en las cascadas.
- Cascada Tres Pailas: toma el nombre porque tras pasar muchos años las inmensas rocas se convirtieron en pailas de forma natural con la fuerte caída del agua de ahí su denominación.

## Fiestas mayores
El carnaval constituye la "Fiesta Mayor" de la ciudad y la provincia. Caluma es conocida por esta expresión cultural de tradición popular. El carnaval que es celebrado en el mes de febrero convierte a esta ciudad en una de las ciudades más visitadas por los turistas nacionales como extranjeros. Existen varias comparsas previas, bailes tradicionales y aire festivo previo al juego con agua, serpentinas, cariocas, huevos, sumado a comidas típicas y el fuerte licor llamado Pájaro azul.